# Bahnhof Heinsberg (Rheinland)
Der Bahnhof Heinsberg (Rheinland) ist ein Kopfbahnhof in der nordrhein-westfälischen Kreisstadt Heinsberg und der Endpunkt der Bahnstrecke Lindern–Heinsberg (Rheinl). Empfangsgebäude und Güterschuppen wurden nach der Einstellung des Personenverkehrs 1980, des Güterverkehrs nach Heinsberg 1994 und der Teilstreckenstilllegung zwischen Oberbruch und Heinsberg 1997 sukzessive abgerissen. Im Zuge der Reaktivierung der Strecke für den Personenverkehr zum 15. Dezember 2013 wurde etwas östlich vom Standort des abgerissenen Empfangsgebäudes ein neuer Mittelbahnsteig errichtet.

## Lage
Der Bahnhof befindet sich am nordöstlichen Rand des Stadtkernes. Neben dem Bahnhofsgelände befindet sich die Heinsberg Galerie, ein Einkaufszentrum. Der Bahnhof grenzte östlich an das Heinsberger Gewerbegebiet, in dem eine Holzhandlung einen Gleisanschluss hatte.

## Geschichte

### 1890–1980
Mit dem Bau der Heinsberger Bahn, auch Wurmtalbahn genannt, bekam Heinsberg 1890 erstmals einen Bahnanschluss. Nach längeren gescheiterten Überlegungen zum Weiterbau der Bahnstrecke wurde der Bahnhof als Endbahnhof aufgebaut. Das damalige Empfangsgebäude stand auf dem Gelände zwischen Busbahnhof und dem heutigen Ärztehaus. Es war fast baugleich mit dem des benachbarten Bahnhofes Dremmen, allerdings befand sich das Stellwerk im Empfangsgebäude und nicht in einem gläsernen Anbau, wie in Dremmen. In Heinsberg gab es zwei Wartesäle. Direkt an dem Empfangsgebäude schloss die Güterabfertigung mit eigenem Ladegleis an.
Im Zweiten Weltkrieg wurde der Bahnhof zerstört. Die Reste des Empfangsgebäudes wurden abgerissen und so nie wieder aufgebaut, stattdessen wurde zunächst eine Holzbaracke als Übergangsbahnhof geschaffen. Die Gleisanlagen wurden von Freiwilligen auf das Nötigste erneuert.
Erst 1951 konnte ein neues Empfangsgebäude eröffnet werden, das einen separaten Güterbereich weiter südlich besaß. Zu den Gleisen und dem Bahnsteig stand ein gläserner Vorbau, ähnlich wie in Dremmen. In diesem befanden sich das Stellwerk und der Kartenverkauf. Alle Seiten zum Bahnsteig waren überdacht. Von der Straßenseite aus gab es ebenfalls eine Überdachung. Der Personenverkehr wurde auf nur einem Gleis abgewickelt, die restlichen Gleise waren Güter- und Abstellgleise der Holzhandlung und des Gaswerks. Der Personenverkehr wurde 1980 eingestellt. Wenige Jahre später wurde das Empfangsgebäude abgerissen, um Platz für einen neuen Busbahnhof zu schaffen. Die Gleisanlagen wurden teilweise zurückgebaut, um Platz für die Heinsberg-Galerie zu schaffen.

### Seit 2010

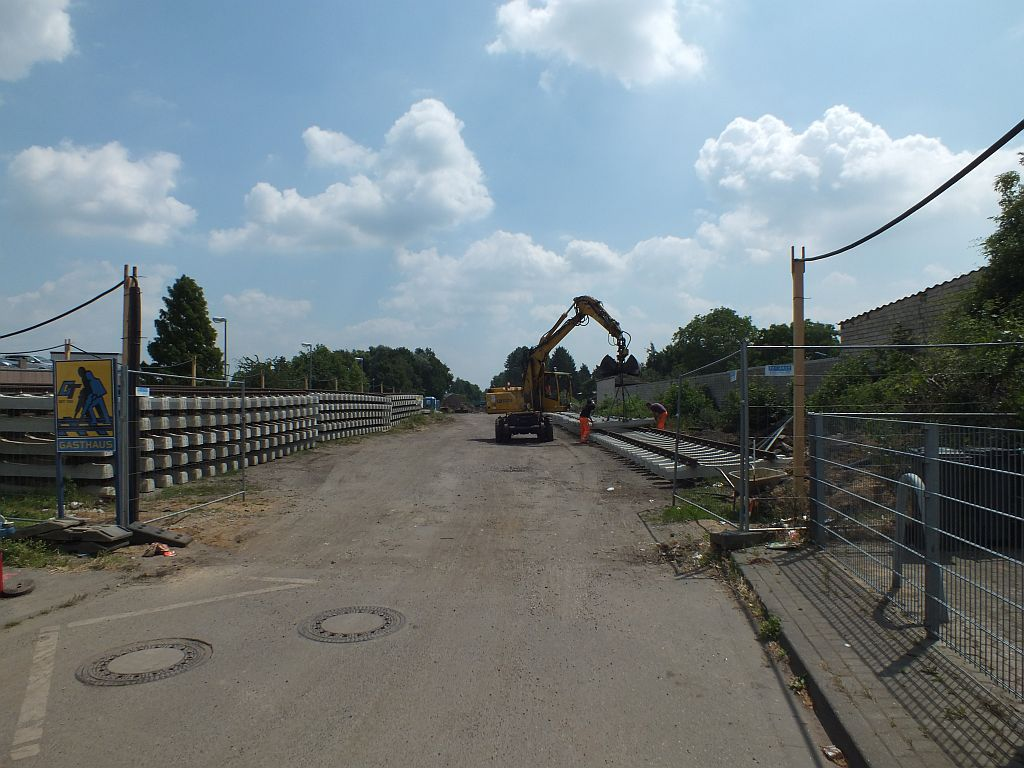
Arbeiten zur Reaktivierung im Juni 2012

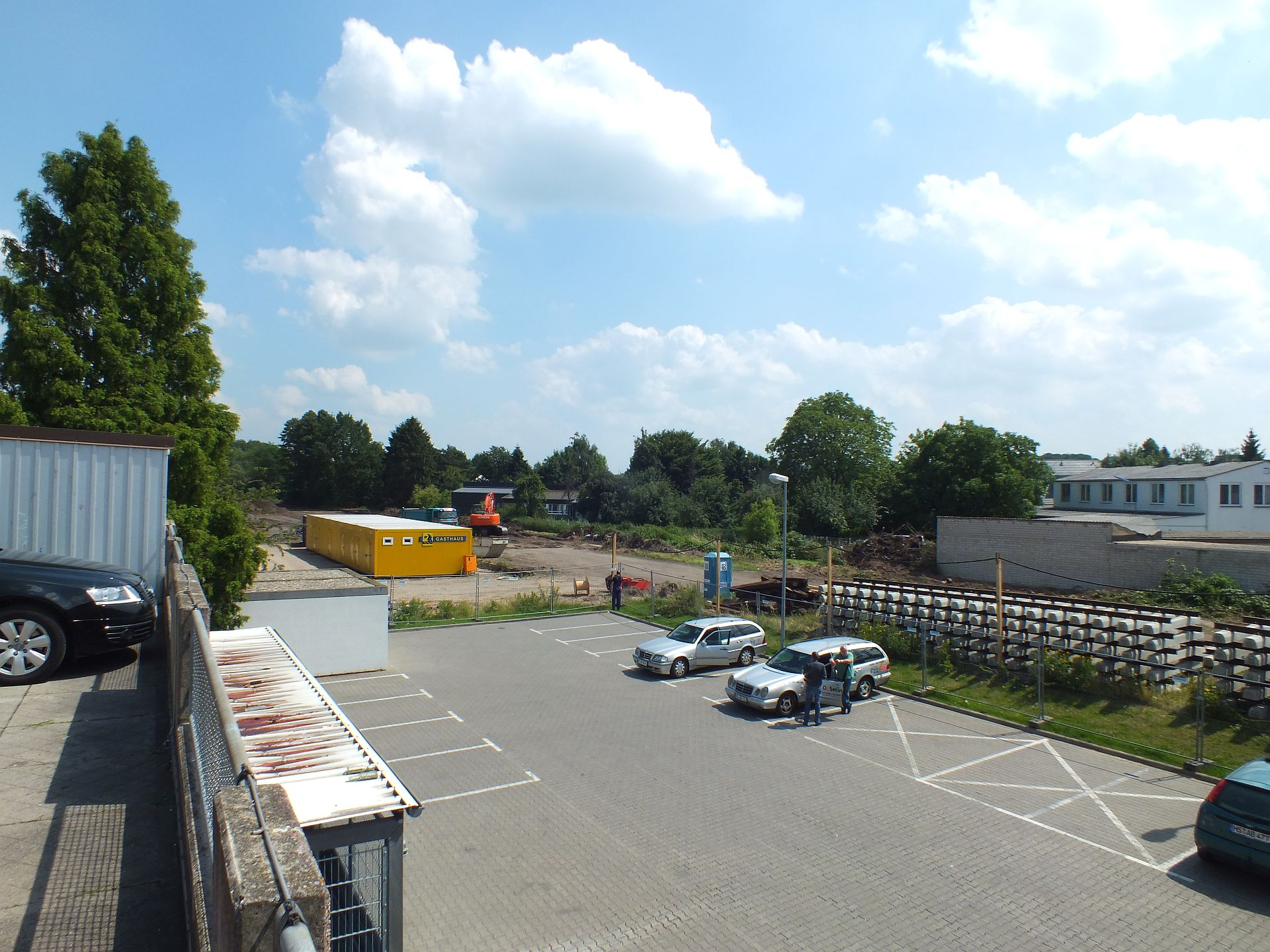
Blick auf die Baustelle im Jahr 2012 …

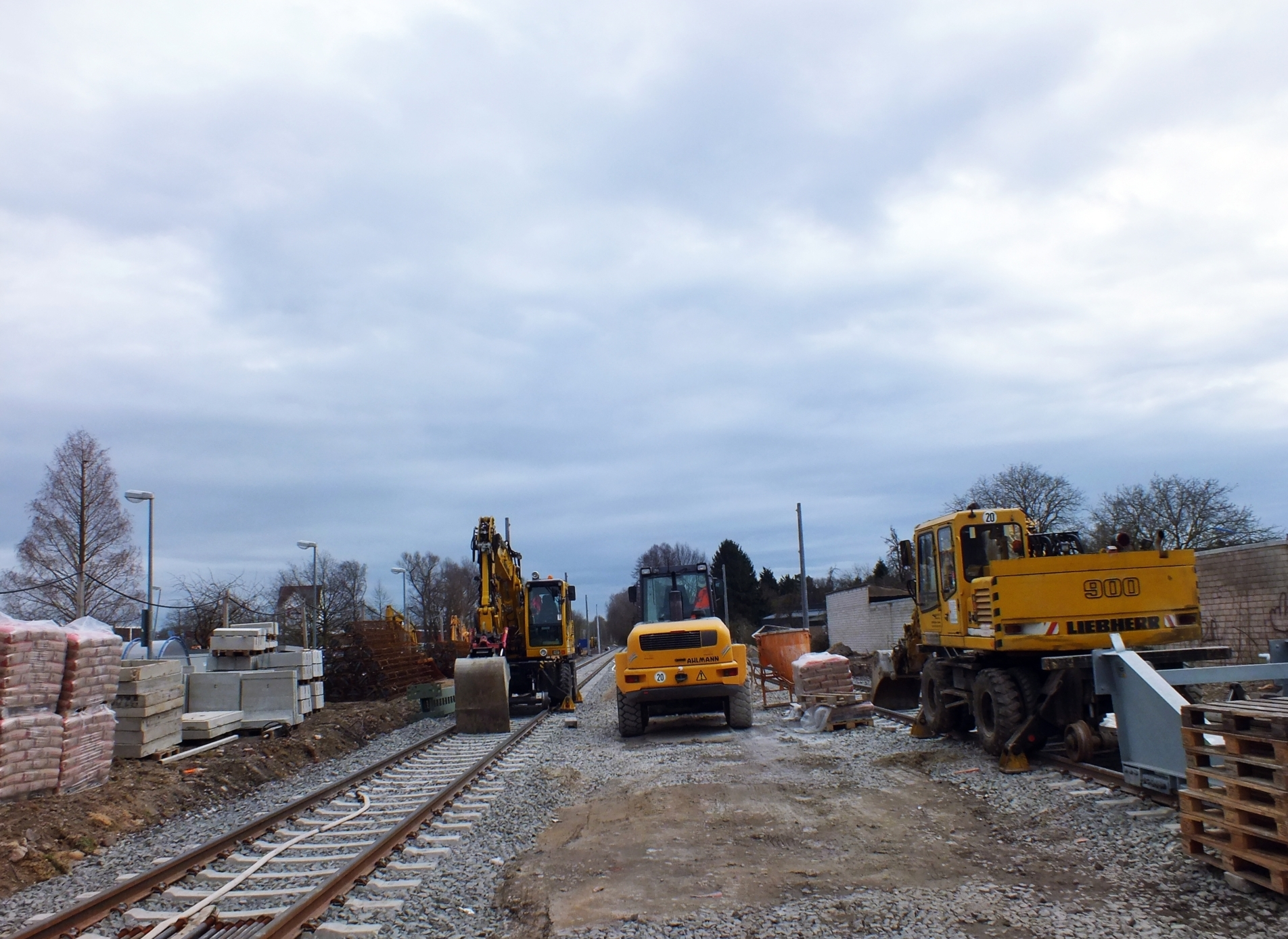
… und im Frühjahr 2013

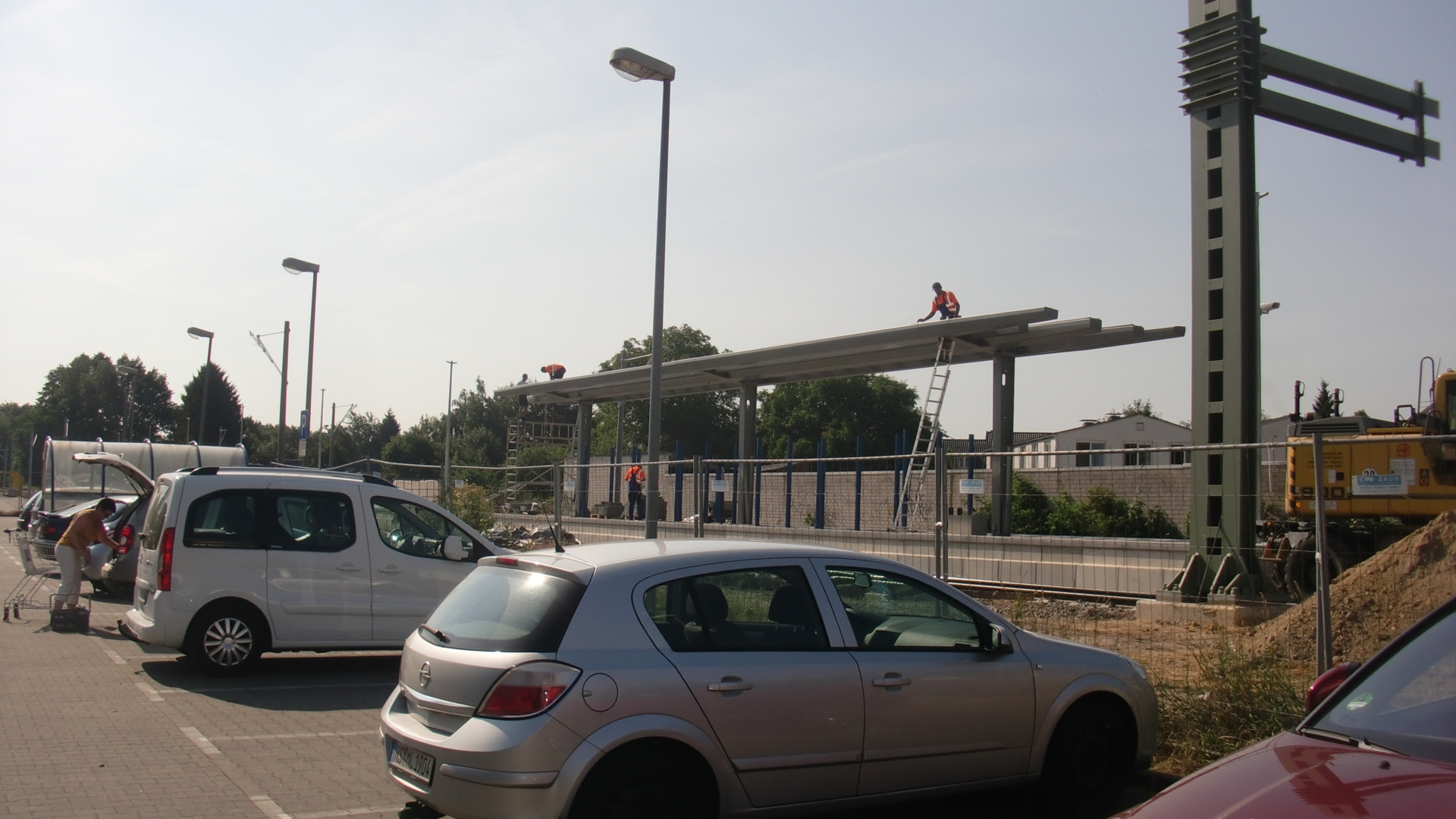
Juli 2013: Gestaltung des Bahnsteigs

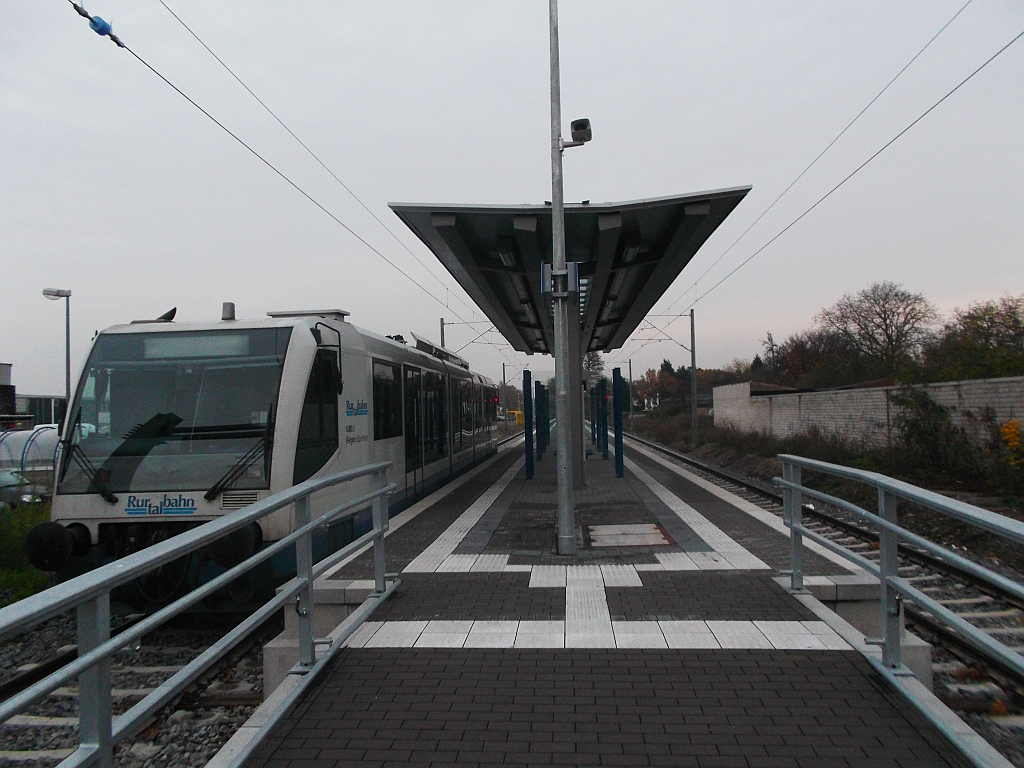
Neuer Bahnsteig nach Fertigstellung

Heinsberg sollte ursprünglich ab 2008 wieder im Bahnnetz erreichbar sein, auf Grund von Fördermittelkürzungen verzögerte sich aber die Reaktivierung der Bahnstrecke, sodass man zum damaligen Zeitpunkt von einer Reaktivierung im Jahre 2012 ausging. Mit dem Verkauf der Strecke durch die Deutsche Bahn an den neuen Eigentümer West Verkehr wurde die Rurtalbahn neuer Betreiber der Infrastruktur. Im Oktober 2011 wurde in der ersten Ausgabe des West-Express, einer Publikation des Infrastrukturbetreibers Rurtalbahn bekanntgegeben, dass in Zukunft in Heinsberg ein zweigleisiger Kopfbahnhof mit Park-and-Ride-Anlage entstehen solle. Die Fahrzeit von Lindern bis nach Heinsberg solle einschließlich der Halte 17 Minuten betragen.
Im Frühjahr 2010 wurde der Streckenteil Heinsberg – Oberbruch freigeschnitten. Der Zug der Erinnerung konnte so im gleichen Frühjahr bereits bis zum Heinsberger Kreishaus die Strecke passieren. Mit dem Freischnitt wurde der schlechte Zustand der Gleise im genannten Abschnitt deutlich. Vor allem im Bahnhofsbereich Heinsberg war ein Austausch nicht zu umgehen.
Im Juni 2012 wurden die alten Gleisanlagen im Heinsberger Bahnhof entfernt, die noch vorhandene Laderampe und die restlichen Fundamente der Güterabfertigung abgebrochen und ein neues Planum erstellt. Auf dem neuen Planum wurden die neuen Bahnhofsgleise und der Bahnsteig sowie der P+R Parkplatz eingerichtet. Die Bahnsteiggleise sind Kopfgleise, so dass ein Umsetzen von Triebfahrzeugen im Bahnhof nicht möglich ist.
Im Juli 2013 waren der P+R Parkplatz, der Bahnsteig und das Bahnsteigdach weitestgehend fertiggestellt. Damit der Verkehr zum Bahnhof nicht durch die Innenstadt fahren muss, ist der Parkplatz ausschließlich über eine Zufahrt von der Industriestraße aus mit Kraftfahrzeugen erreichbar.
Seit dem 15. Dezember 2013 verkehrt die Rhein-Niers-Bahn von Heinsberg stündlich in Richtung Aachen Hauptbahnhof. Die Züge werden dabei im Bahnhof Lindern geflügelt.
| Linie | Zuglauf | Taktfrequenz |
| ----- | --- | ------------ |
| RB 33 | Rhein-Niers-Bahn: Heinsberg (Rheinl) – Heinsberg Kreishaus – Heinsberg-Oberbruch – Heinsberg-Dremmen – Heinsberg-Porselen – Heinsberg-Horst – Heinsberg-Randerath – Lindern – Geilenkirchen – Übach-Palenberg – Herzogenrath – Kohlscheid – Aachen West – Aachen Schanz – Aachen Hbf Stand: Fahrplanwechsel Juni 2022 | 60 min       |

## Busanbindungen

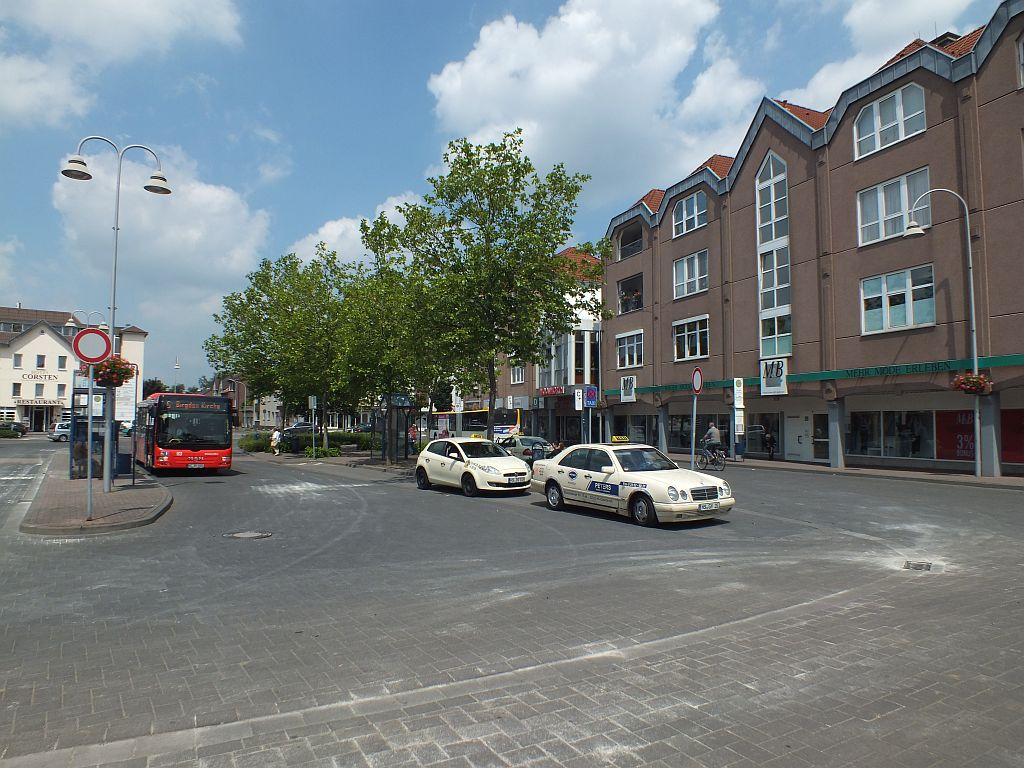
Der Heinsberger Busbahnhof

Vom Bahnhof Heinsberg aus fahren zahlreiche Omnibusse in verschiedene Richtungen. Die Stadtbusse mit den 400er Nummern verkehren nur unter der Woche. Zudem fährt der MultiBus als Angebot des Bedarfsverkehrs. Die Buslinien mit Ausnahme der Linie 64 werden von der WestVerkehr betrieben. 2008 fuhr zeitweise die Linie 179 der Veolia Transport Nederland nach Roermond. Seit Dezember 2016 verkehrt mit Übernahme des Busverkehrs in der niederländischen Provinz Limburg durch Arriva Personenvervoer Nederland deren Linie 364 nach Roermond, die Ende 2017 in 64 umbenannt wurde. Am Busbahnhof gibt es drei Bussteige und zwei Taxisteige.
| Linie | Betreiber | Verlauf |
| ----- | --------- | --- |
| 401   | west      | Erkelenz Bf – Erkelenz ZOB – Scheidt – Granterath – Hetzerath – Doveren – Hückelhoven – Schaufenberg – Ratheim – (Dremmen Bf –) Oberbruch – Grebben – Heinsberg Kreishaus – Heinsberg Busbf                                                                                                 |
| 402   | west      | (Erkelenz ZOB → Erkelenz Süd →) / (Erkelenz Bf ← Erkelenz Süd ←) Granterath – Baal Kirche – Baal Bf – Doveren – Hückelhoven – Millich – Ratheim – Dremmen Bf – Oberbruch – Grebben – (Heinsberg Kreishaus –) Heinsberg Busbf                                                                |
| 403   | west      | Heinsberg AOK – Heinsberg Busbf – Kempen (– Karken) |
| 405   | west      | Erkelenz Bf – (Erkelenz ZOB –) (Grambusch – Schwanenberg – Gerderhahn –) Gerderath – Myhl – Wassenberg – Birgelen – Schloss Elsum – Effeld – Steinkirchen – Ophoven – Kempen – Karken – Heinsberg Busbf (– Heinsberg Agentur für Arbeit)                                                    |
| 410   | west      | (Oberbruch Schulzentrum – Unterbruch –) Heinsberg Busbf – Heinsberg AOK – (Schleiden – Uetterath – Rischden) / (Aphoven – Scheifendahl – Straeten – Waldenrath – Tripsrath – Hochheid) – (Bauchem – Geilenkirchen Schulzentrum – Bauchem –) Geilenkirchen Bf                                |
| 413   | west      | (Wegberg Schulzentrum –) Wegberg Busbf – Klinkum – Bischofshütte – Petersholz – Arsbeck – Dalheim Bf – Rödgen – Wildenrath – (Wildenrath Gewerbegebiet –) Wassenberg – Orsbeck – Unterbruch – Heinsberg Busbf (← Heinsberg AOK)                                                             |
| 436   | west      | Heinsberg Busbf – Selsten – (Hontem – (Waldfeucht –) Bocket –) Abzw. Nachbarheid – Breberen – Saeffelen – Heilder – Höngen (→ Stein → Havert → Schalbruch → Isenbruch → Millen → Tüddern)                                                                                                   |
| 472   | west      | Heinsberg Busbf – Schleiden / (Aphoven – Laffeld – Scheifendahl – Erpen) – Straeten – Waldenrath – Birgden (– Schierwaldenrath – Langbroich – Vinteln – Gangelt) |
| 474   | west      | Heinsberg Busbf – (Aphoven – Laffeld –) Selsten – (Braunsrath – Löcken – Schöndorf – Obspringen – Brüggelchen) / Hontem – Waldfeucht – Bocket – Saeffelen / Abzw. Nachbarheid ← Breberen – (Harzelt ← Langbroich ←) (Kievelberg – Hastenrath) / (Brüxgen – Schümm) / Vinteln – Gangelt      |
| 475   | west      | (Oberbruch – Unterbruch) / Heinsberg Agentur für Arbeit – Heinsberg Busbf – Lieck –Kirchhoven – Vinn – Haaren – Obspringen – Brüggelchen – Waldfeucht – Bocket – Abzw. Nachbarheid – Breberen – Saeffelen – Heilder – Höngen – (Stein – Havert – Schalbruch – Isenbruch – Millen –) Tüddern |
| 493   | west      | Heinsberg Busbf – (Heinsberg Kreishaus –) Schafhausen – Eschweiler – Grebben – Oberbruch – Hülhoven – Dremmen – (Dremmen Bf –) Porselen – Horst – Randerath – (Lindern Linnicher Str. ←) Lindern Bf – Linnich-SIG Combibloc                                                                 |
| SB1   | west      | Schnellbus: Erkelenz Bf – Erkelenz Burg / Erkelenz ZOB – Gerderath – Myhl – Wassenberg – Orsbeck – Unterbruch – Heinsberg Busbf – (Schleiden –) Rischden – Geilenkirchen Bf |

## Güterbahnhof
Neben den Güteranlagen des Bahnhofes besaßen Holzhandlung und Gaswerk noch eigene Anschlüsse. Der Anschluss zum Gaswerk wurde schon vor 2010 stillgelegt und abgebaut, der der Holzhandlung war 2011 noch nicht abgebaut. Da der Güterverkehr erst 1985, fünf Jahre nach dem Personenverkehr, eingestellt wurde, wurde nur das Empfangsgebäude abgerissen, nicht aber die Güterabfertigung. Diese wurde erst 2003 abgerissen. Das Bahnhofsareal zeigte 2010 noch die Verladerampe für Güter und Rüben. Das Fundament der Güterabfertigung war bis August 2012 noch deutlich zu erkennen. Mit der Wiederaufnahme des Personenverkehrs wurden alle Schienen zwischen Oberbruch und Heinsberg neu verlegt. Das ehemalige Anschlussgleis und andere Objekte, die auf den alten Güterbahnhof hinwiesen, wurden entfernt.